# Мацумото Каорі
Мацумото Каорі  (яп. 松本 薫, 11 вересня 1987) — японська дзюдоїстка, олімпійська чемпіонка, дворазова чемпіонка світу.

## Виступи на Олімпіадах
| Олімпіада   | Дисципліна      | Місце |
| ----------- | --------------- | ----- |
| Лондон 2012 | легка категорія | 1     |
| Ріо 2016    | легка категорія | 3     |